# Леукэ, Георгий
Георгий Леукэ (рум. Gheorghe Leucă; род. 22 мая 1957, с. Милешты, Ниспоренский район, Молдавская ССР, СССР) — молдавский государственный деятель, дипломат. Чрезвычайный и полномочный посол. Постоянный представитель Республики Молдова при ООН с 5 октября 2021 года.
Посол Республики Молдова в Азербайджане, Грузии, Иране и Индии (2016—2019).

## Биография
Родился 22 мая 1957 года в селе Милешты Ниспоренского района Молдавской
ССР.

### Образование
Окончил факультет журналистики Молдавского государственного университета, а также получил степень магистра в области международного права.
Получил степень магистра в области международных отношений в Национальной школе политических и административных исследований в Бухаресте.

### Трудовая деятельность
С 1995 по 1998 — первый секретарь постоянного представительства Республики Молдова при Организации Объединённых Наций.
С 1998 по 1999 — заместитель директора отдела Организации Объединённых Наций и специализированных учреждений министерства иностранных дел Республики Молдова.
С 1999 по 2007 — начальник административного отдела и менеджер Программы развития Организации Объединённых Наций в Республике Молдова.
С 2007 по 2009 — директор отдела ООН и специализированных учреждений министерства иностранных дел и европейской интеграции Республики Молдова.
С 2009 по 2012 — заместитель постоянного представителя Республики Молдова при Организации Объединённых Наций.
14 октября 2011 года присвоен дипломатический ранг «первый секретарь».
С 2012 по 2016 — заместителем генерального директора департамента многостороннего сотрудничества министерства иностранных дел и европейской интеграции Республики Молдова.
С 3 февраля 2016 по 17 декабря 2019 — чрезвычайный и полномочный посол Республики Молдова в Азербайджане, и по совместительству в Грузии (с 20 мая 2016), Иране (с 29 июня 2016) и Индии (с 30 марта 2017).
С 2019 по 9 августа 2021 — государственный секретарь министерства иностранных дел и европейской интеграции Республики Молдова.
30 июля 2020 присвоен дипломатический ранг «министр-посланник».
С августа по октябрь — посол по специальным поручениям министерства иностранных дел и европейской интеграции Республики Молдова.
C 5 октября 2021 — постоянный представитель Республики Молдова при Организации Объединённых Наций в ранге чрезвычайного и полномочного посла, вручил верительные грамоты Генеральному секретарю ООН Антониу Гутерришу.

## Награды
- Медаль «За гражданские заслуги» (9 ноября 2016) — за вклад в социальную защиту пострадавших от ионизирующей радиации, заслуги в сохранении экологического равновесия и активную общественную деятельность[17]